# Macho de Agua
Macho de Agua es una localidad del estado mexicano de Michoacán. Es parte del municipio de Zitácuaro.

## Demografía
| Gráfica de evolución demográfica |
|                                  |

| Censo | Población |
| ----- | --------- |
| 1950  | 591       |
| 1960  | 649       |
| 1970  | 560       |
| 1980  | 889       |
| 1990  | 1198      |
| 2000  | 1630      |
| 2010  | 1686      |
| 2020  | 1863      |